# Abhishek Yadav
Abhishek Yadav (Kanpur, India, 10 de junio de 1980) es un exfutbolista indio que jugaba en la posición de delantero centro.

## Carrera

### Club
| Periodo   | Club                      |
| --------- | ------------------------- |
| 1999-2000 | Mahindra United           |
| 2000-2001 | Churchill Brothers        |
| 2002-2007 | Mahindra United           |
| 2007–2015 | Mumbai FC                 |
| 2014      | → Mumbai City FC (cedido) |

### Selección nacional
Jugó para India en 36 ocasiones de 2002 a 2011 y anotó cuatro goles; ganó la Copa Desafío de la AFC 2008 y la Copa Nehru de 2007; participó en la Copa Asiática 2011 y en los Juegos Asiáticos de 2002.

## Logros

### Club
- Liga Nacional de Fútbol de la India: 2005-06
- Copa POMIS: 2003
- Copa Federación de la India: 2003, 2005
- Supercopa de India: 2003
- IFA Shield: 2008
- I-League 2: 2008

### Selección nacional
- AFC Challenge Cup: 2008
- Copa Nehru: 2007
- LG Cup: 2002[1][2]